# Anomalon australense
Anomalon australense là một loài tò vò trong họ Ichneumonidae.